# Jamlitz
Jamlitz è un comune di 513 abitanti del Brandeburgo, in Germania.

Appartiene al circondario di Dahme-Spreewald ed è parte dell'Amt Lieberose/Oberspreewald.

## Storia
Nel 2003 vennero aggregati al comune di Jamlitz i soppressi comuni di Leeskow e Ullersdorf.

## Società

### Evoluzione demografica
| Anno | Abitanti |
| ---- | -------- |
| 1875 | 1 087    |
| 1890 | 967      |
| 1910 | 900      |
| 1925 | 987      |
| 1933 | 844      |
| 1939 | 787      |
| 1946 | 1 566    |
| 1950 | 1 451    |
| 1964 | 1 105    |
| 1971 | 1 069    |
| 1981 | 852      |

| Anno | Abitanti |
| ---- | -------- |
| 1985 | 816      |
| 1989 | 748      |
| 1990 | 738      |
| 1991 | 724      |
| 1992 | 719      |
| 1993 | 719      |
| 1994 | 705      |
| 1995 | 701      |
| 1996 | 691      |
| 1997 | 684      |

| Anno | Abitanti |
| ---- | -------- |
| 1998 | 668      |
| 1999 | 669      |
| 2000 | 672      |
| 2001 | 658      |
| 2002 | 663      |
| 2003 | 645      |
| 2004 | 631      |
| 2005 | 617      |
| 2006 | 611      |
| 2007 | 615      |

| Anno | Abitanti |
| ---- | -------- |
| 2008 | 600      |
| 2009 | 602      |
| 2010 | 598      |
| 2011 | 583      |
| 2012 | 570      |
| 2013 | 553      |
| 2014 | 550      |
| 2015 | 534      |
| 2016 | 531      |
| 2017 | 523      |

| Anno | Abitanti |
| ---- | -------- |
| 2018 | 526      |
| 2019 | 519      |
| 2020 | 512      |

Fonti dei dati sono nel dettaglio nelle Wikimedia Commons..